# Pandesma muricolor
Pandesma muricolor là một loài bướm đêm trong họ Erebidae.